# Kassenzahnärztliche Bundesvereinigung
Die Kassenzahnärztliche Bundesvereinigung (KZBV) ist ein Organ der vertragszahnärztlichen Selbstverwaltung in der Rechtsform einer Körperschaft des öffentlichen Rechts (K.d.ö.R.). Diese Organisationsform gibt es nur in Deutschland.
Ein Zahnarzt muss Mitglied in einer Kassenzahnärztlichen Vereinigung (KZV) eines Bundeslandes sein, um mit den Gesetzlichen Krankenversicherungen die Behandlung von Mitgliedern der Gesetzlichen Krankenversicherungen abrechnen zu können. Die KZBV besteht aus 17 Landes-KZVen, die mit Ausnahme von Nordrhein-Westfalen, das in zwei KZV-Bereiche (KZV Nordrhein und KZV Westfalen-Lippe) aufgeteilt ist, den Bundesländern entsprechen.
Jede Kassenzahnärztliche Vereinigung führt u. a. Vertragsverhandlungen mit den Krankenkassen auf Landesebene und nimmt die Abrechnung der Vertragszahnärzte (umgangssprachlich: Kassenzahnärzte), entgegen, verrechnet diese im Rahmen des Budgets mit den Krankenkassen und zahlt das Honorar für die erbrachten und abgerechneten zahnärztlichen Leistungen in Form einer sogenannten Einzelleistungsvergütung, ggf. im Rahmen ihres Honorarverteilungsmaßstabs (HVM), an ihre Mitglieder, die Vertragszahnärzte, aus.

## Aufgaben
Die Aufgaben der Kassenzahnärztlichen Bundesvereinigung (KZBV), wie auch deren Mitgliedsorganisationen, resultieren aus den gesetzlichen Aufträgen im vierten Kapitel des Fünften Buches Sozialgesetzbuch (SGB V).
In Bundesverträgen mit den gesetzlichen Krankenkassen werden die Rechte und Pflichten der Vertragszahnärzte festgelegt, aufgrund derer die zahnärztliche Behandlung einschließlich der Versorgung mit Zahnersatz und kieferorthopädischer Behandlung der gesetzlich Versicherten und ihrer mitversicherten Angehörigen durchzuführen ist.
Im Einzelnen gehört zum Aufgabengebiet der KZBV:
- Die Wahrung der Rechte der Zahnärztinnen und Zahnärzte gegenüber den Krankenkassen
- Die Wahrung der Interessen gegenüber der Aufsichtsbehörde und dem Gesetzgeber
- Die Sicherstellung (Gewährleistung) der vertragszahnärztlichen Versorgung entsprechend den gesetzlichen und vertraglichen Bestimmungen
- Die Sicherung angemessener Vergütungen für die Vertragszahnärztinnen und Vertragszahnärzte
- Die Vereinbarung von Bundesmantelverträgen
- Die Regelung der länderübergreifenden Durchführung der zahnärztlichen Versorgung und des Zahlungsausgleiches zwischen den Kassenzahnärztlichen Vereinigungen der Länder
- Aufstellung von Richtlinien zur Betriebs-, Wirtschafts- und Rechnungsführung der Kassenzahnärztlichen Vereinigungen
- Die Bestellung der Vertreter der Vertragszahnärzte im Bundesschiedsamt und im gemeinsamen Bundesausschuss für die vertragszahnärztliche Versorgung

Die KZBV untersteht der Rechtsaufsicht des Bundesgesundheitsministeriums.

## Gemeinsamer Bundesausschuss
Die KZBV ist stimmberechtigte Trägerinstitution im Gemeinsamen Bundesausschuss (G-BA), dem wichtigsten Entscheidungsgremium der gemeinsamen Selbstverwaltung. Zusammen mit den Körperschaften und Standesorganisationen von Ärzten, Krankenhäusern und Krankenkassen gestaltet die KZBV im G-BA den Leistungskatalog der gesetzlichen Krankenversicherung (GKV) maßgeblich mit. In Deutschland sind rund 90 Prozent der Bevölkerung gesetzlich krankenversichert. Das sind etwa 70 Millionen Menschen.

### Richtlinien
Die im G-BA beschlossenen Richtlinien, die den zahnärztlichen Bereich betreffen und bundesweite Bindungswirkung haben, sind:
- Arbeitsunfähigkeits-Richtlinie
- Bedarfsplanungs-Richtlinie
- Behandlungsrichtlinie
- Festzuschuss-Richtlinie
- Heilmittel-Richtlinie Zahnärzte
- Kieferorthopädie-Richtlinien
- Krankentransport-Richtlinie
- PAR-Richtlinie
- Qualitätsbeurteilungs-Richtlinie vertragszahnärztliche Versorgung Überkappung
- Qualitätsprüfungs-Richtlinie vertragszahnärztliche Versorgung
- Qualitätsmanagement-Richtlinie vertragszahnärztliche Versorgung
- Richtlinie nach § 22a SGB V (Maßnahmen zur Verhütung von Zahnerkrankungen bei Pflegebedürftigen und Menschen mit Behinderungen)
- Zahnärztliche Früherkennung
- Zahnärztliche Individualprophylaxe
- Zahnersatz-Richtlinie

## Organisation
Die Organe der KZBV sind ein hauptamtlicher Vorstand und die Vertreterversammlung gemäß § 79 SGB V. Der Vorstand besteht aus dem Vorsitzenden und zwei stellvertretenden Vorsitzenden. Die Vertreterversammlung, als oberstes Organ, besteht aus 60 ehrenamtlichen Vertretern (Delegierten). Sogenannte „geborene Vertreter“ sind jeweils die beiden Vorstandsvorsitzenden der 17 Landes-KZVen. Die übrigen 26 Delegierten werden nach einem Proporzschlüssel von den Vertreterversammlungen der Landes-KZVen gewählt und in die Bundesversammlung entsandt. Diese tagt regulär zwei Mal jährlich.
Die Vertreterversammlung (VV) wählt den Vorstand und weitere VV-Ausschüsse:
- Datenschutzkontrollausschuss
- Haushaltsausschuss
- Kassenprüfungsausschuss
- Satzungsausschuss
- Wahlausschuss

In der laufenden Amtsperiode (2023 bis 2028) besteht der Vorstand aus Martin Hendges, als Vorsitzendem des Vorstands und den beiden stellvertretenden Vorsitzenden Ute Maier und Karl-Georg Pochhammer. Ute Maier legt ihr Amt zum 30. September 2025 auf eigenen Wunsch nieder. Die Juristin Meike Gorski-Goebel ist von der Vertreterversammlung in Köln am 5. Juni 2025 zur neuen stellvertretenden KZBV-Vorsitzenden ab 1. Oktober 2025 gewählt worden. Meike Gorski-Goebel ist seit 2016 stellvertretende Vorsitzende der Kassenzahnärztlichen Vereinigung Sachsen, wo sie 1999 als Justiziarin angefangen hatte. Außerdem bekleidet sie bis Ende September das Amt der stellvertretenden Vorsitzenden der KZBV-Vertreterversammlung.
Der – seit 2005 hauptamtliche – Vorstand wird unterstützt vom Beirat, der aus den Vorständen der Landes-KZVen besteht. Die Amtszeit beträgt sechs Jahre.
Vorsitzender der Vertreterversammlung ist Holger Seib. Meike Gorski-Goebel und Jürgen Welsch sind stellvertretende Vorsitzende der Vertreterversammlung.
Der Sitz der KZBV ist in Berlin. In Köln wird eine weitere Geschäftsstelle unterhalten.

## Verwaltung
Die Verwaltung der KZBV besteht aus folgenden Abteilungen:
- Direktion
- EDV-Inhouse und Kommunikationssysteme
- Finanz und Innere Verwaltung
- Justitiariat
- Koordination G-BA
- Personal
- Politik- und Grundsatzfragen
- Presse- und Öffentlichkeitsarbeit
- Prüfstelle
- Qualitätsförderung
- Qualitätsinstitut, Leitlinien
- Statistik
- Telematik
- Vertrag
- Vertragsinformatik
- Zahnärztliche Mitteilungen (zm)
- Institut der Deutschen Zahnärzte (IDZ).

Die Ergebnisse der Abteilung Statistik zur vertragszahnärztlichen Versorgung in Deutschland werden jährlich im Statistischen Jahrbuch der KZBV bekanntgegeben.
Die „Informationen über zahnärztliche Arzneimittel“ (IZA) werden gemeinsam mit der Bundeszahnärztekammer herausgegeben.

## Patienteninformation
Auf einer Patienten-Website bietet die Kassenzahnärztliche Bundesvereinigung Patienteninformationen zu Zahnersatz-Formen und den damit verbundenen Kosten – inklusive einer Übersicht über Beratungsangebote der zahnärztlichen Selbstverwaltung.

## Zahnmedizin und Zahnärzte im Nationalsozialismus
Im Rahmen des gemeinsamen Forschungsprojektes „Zahnmedizin und Zahnärzte im Nationalsozialismus“ von Kassenzahnärztlicher Bundesvereinigung (KZBV), Bundeszahnärztekammer (BZÄK) und der Deutschen Gesellschaft für Zahn-, Mund- und Kieferheilkunde (DGZMK) in Kooperation mit dem Institut für Geschichte, Theorie und Ethik der Medizin der RWTH Aachen und der Heinrich-Heine-Universität Düsseldorf wurde seit September 2016 die Rolle der Zahnheilkunde im NS-Regime systematisch aufgearbeitet. Die Ergebnisse wurden am 28. November 2019 der Öffentlichkeit vorgestellt.